# Jagdgeschwader 6 »Horst Wessel«
Jagdgeschwader 6 »Horst Wessel« (dobesedno slovensko: Lovski polk 6 »Horst Wessel«; kratica JG 6) je bil lovski letalski polk (Geschwader) v sestavi nemške Luftwaffe med drugo svetovno vojno.

## Organizacija
- štab
- I. skupina
- II. skupina
- III. skupina

## Vodstvo polka
Poveljniki polka (Geschwaderkommodore)
- Oberstleutnant Johann Kogler: julij 1944
- Major Gerhard Barkhorn: 16. januar 1945
- Major Gerhard Schöpfel: 10. april 1945